# Lijst van watertorens in Luxemburg (provincie)
Deze (onvolledige) lijst toont een overzicht van watertorens in de provincie Luxemburg.
| Watertoren                             | Plaats                | Provincie/gewest | Bouwjaar | Status | Hoogte (m) | Inhoud 1 (m³) | Inhoud 2 (m³) | Architect | Foto |
| -------------------------------------- | --------------------- | ---------------- | -------- | ------ | ---------- | ------------- | ------------- | --------- | ---- |
| Watertoren Aarlen                      | Aarlen                | Luxemburg        |          |        |            | 1200          |               |           |      |
| Watertoren Attert                      | Attert                | Luxemburg        | 2000     |        |            | 200           |               |           |      |
| Watertoren Bastenaken (Rue de Musy)    | Bastenaken            | Luxemburg        | 1976     |        |            | 700           |               |           |      |
| Watertoren Bastenaken (Rue Tasiaux)    | Bastenaken            | Luxemburg        | 1938     |        |            | 450           |               |           |      |
| Watertoren Bellefontaine               | Bellefontaine         | Luxemburg        |          |        |            |               |               |           |      |
| Watertoren Bertrix                     | Bertrix               | Luxemburg        | 1933     |        |            | 250           |               |           |      |
| Watertoren Bonnert                     | Bonnert               | Luxemburg        |          |        |            |               |               |           |      |
| Watertoren Bras                        | Bras                  | Luxemburg        | 1974     |        |            | 400           |               |           |      |
| Watertoren Buzenol                     | Buzenol               | Luxemburg        | 1969     |        |            | 80            |               |           |      |
| Watertoren Chassepierre                | Chassepierre          | Luxemburg        |          |        |            | 2000          |               |           |      |
| Watertoren Chiny                       | Chiny                 | Luxemburg        | 1966     |        |            | 105           |               |           |      |
| Watertoren Dampicourt                  | Dampicourt            | Luxemburg        | 1954     |        |            | 70            |               |           |      |
| Watertoren Étalle                      | Étalle                | Luxemburg        | 1981     |        |            | 800           |               |           |      |
| Watertoren Fauvillers                  | Fauvillers            | Luxemburg        | 1952     |        |            | 80            |               |           |      |
| Watertoren Ferrières                   | Ferrières             | Luxemburg        |          |        |            |               |               |           |      |
| Watertoren Florenville                 | Florenville           | Luxemburg        | 1956     |        |            |               |               |           |      |
| Watertoren Gérouville                  | Gérouville            | Luxemburg        | 1929     |        |            | 80            |               |           |      |
| Watertoren Grandvoir                   | Grandvoir             | Luxemburg        |          |        |            | 90            |               |           |      |
| Watertoren Grapfontaine                | Grapfontaine          | Luxemburg        | 1965     |        |            | 30            |               |           |      |
| Watertoren Hachy                       | Hachy                 | Luxemburg        |          |        |            | 50            |               |           |      |
| Watertoren Hamipré                     | Hamipré               | Luxemburg        | 1981     |        |            |               |               |           |      |
| Watertoren Haut-Fays                   | Haut-Fays             | Luxemburg        | 1928     |        |            | 40            |               |           |      |
| Watertoren Heinsch (Rue de la Bruyère) | Heinsch               | Luxemburg        |          |        |            |               |               |           |      |
| Watertoren Heinsch (Camp de Lagland)   | Heinsch               | Luxemburg        |          |        |            |               |               |           |      |
| Watertoren Heinsch (Rue de l'Atelier)  | Heinsch               | Luxemburg        |          |        |            |               |               |           |      |
| Watertoren Hollange                    | Hollange              | Luxemburg        | 1964     |        |            | 300           |               |           |      |
| Watertoren Izel                        | Izel                  | Luxemburg        | 1946     |        |            | 150           |               |           |      |
| Watertoren Izier                       | Izier                 | Luxemburg        | 1976     |        |            | 500           |               |           |      |
| Watertoren Libramont                   | Libramont             | Luxemburg        | 1950     |        |            | 200           |               |           |      |
| Watertoren Longchamps                  | Longchamps            | Luxemburg        | 1953     |        |            | 100           |               |           |      |
| Watertoren Longvilly                   | Longvilly             | Luxemburg        | 1975     |        |            | 400           |               |           |      |
| Watertoren Louftémont                  | Louftémont            | Luxemburg        | 1950     |        |            | 150           |               |           |      |
| Watertoren Mabompré                    | Mabompré              | Luxemburg        | 1955     |        |            | 100           |               |           |      |
| Watertoren Nassogne                    | Nassogne              | Luxemburg        | 1928     |        |            | 80            |               |           |      |
| Watertoren Neufchâteau                 | Neufchâteau           | Luxemburg        |          |        |            |               |               |           |      |
| Watertoren Noville (1976)              | Noville               | Luxemburg        | 1976     |        |            | 1000          |               |           |      |
| Watertoren Noville (1995)              | Noville               | Luxemburg        | 1995     |        |            | 5000          |               |           |      |
| Watertoren Villers-devant-Orval        | Villers-devant-Orval  | Luxemburg        | 1908     |        |            |               |               |           |      |
| Watertoren Recogne                     | Recogne               | Luxemburg        | 1955     |        |            | 200           |               |           |      |
| Watertoren Robelmont                   | Robelmont             | Luxemburg        |          |        |            |               |               |           |      |
| Watertoren Saint-Hubert                | Saint-Hubert          | Luxemburg        |          |        |            |               |               |           |      |
| Watertoren Saint-Mard                  | Saint-Mard            | Luxemburg        | 1950     |        |            | 150           |               |           |      |
| Watertoren Saint-Vincent               | Saint-Vincent         | Luxemburg        | 1954     |        |            | 55            |               |           |      |
| Watertoren Sainte-Marie-Chevigny       | Sainte-Marie-Chevigny | Luxemburg        | 1955     |        |            | 200           |               |           |      |
| Watertoren Sainte-Marie                | Sainte-Marie          | Luxemburg        | 1984     |        |            | 250           |               |           |      |
| Watertoren Senonchamps                 | Senonchamps           | Luxemburg        | 1974     |        |            | 300           |               |           |      |
| Watertoren Sibret                      | Sibret                | Luxemburg        |          |        |            | 100           |               |           |      |
| Watertoren Stockem                     | Stockem               | Luxemburg        |          |        |            |               |               |           |      |
| Watertoren Tavigny                     | Tavigny               | Luxemburg        | 1958     |        |            | 90            |               |           |      |
| Watertoren Tintigny                    | Tintigny              | Luxemburg        | 1930     |        |            | 80            |               |           |      |
| Watertoren Tohogne                     | Tohogne               | Luxemburg        |          |        |            | 30            |               |           |      |
| Watertoren Udange                      | Udange                | Luxemburg        |          |        |            | 30            |               |           |      |
| Watertoren Vance                       | Vance                 | Luxemburg        | 1980     |        |            | 120           |               |           |      |
| Watertoren Vielsalm                    | Vielsalm              | Luxemburg        |          |        |            |               |               |           |      |
| Watertoren Villers-devant-Orval        | Villers-devant-Orval  | Luxemburg        |          |        |            |               |               |           |      |
| Watertoren Waha                        | Waha                  | Luxemburg        | 1935     |        |            | 75            |               |           |      |

Antwerpen ·
Brussel ·
Henegouwen ·
Limburg ·
Luik ·
Luxemburg ·
Namen ·
Oost-Vlaanderen ·
Vlaams-Brabant ·
Waals-Brabant ·
West-Vlaanderen